# Corydoras leopardus
Corydoras leopardus är en fiskart som beskrevs av Myers, 1933. Corydoras leopardus ingår i släktet Corydoras och familjen Callichthyidae. Inga underarter finns listade i Catalogue of Life.